# Янийыги
Я́нийыги (эст. Jänijõgi, Jäneda jõgi, Jäneda-Kukevere) — река в Эстонии. Правый приток среднего течения Ягалы. Течёт по территории уездов Ляэне-Вирумаа, Ярвамаа и Харьюмаа на севере страны.
Длина реки составляет 32 км, площадь водосборного бассейна — 190 км².
Начинается между населёнными пунктами Кукевере и Кяравете. В верхней половине течёт в основном на северо-запад, в нижней — на запад. Устье Янийыги находится в 42,5 км по правому берегу реки Ягала, немного выше населённого пункта Пикавеськи.